# والنیوا
والنیوا (انگلیسی: Valneva) شرکت داروسازی فرانسوی است، که در سال ۲۰۱۳ تأسیس شد.